# بارنگت (حوزه سرشماری)، نیوجرسی
بارنگت (به انگلیسی: Barnegat) یک منطقهٔ مسکونی در ایالات متحده آمریکا است که در بارنگات، نیوجرسی واقع شده‌است. بارنگت ۶٫۹۰۸ کیلومتر مربع مساحت و ۲٬۸۱۷ نفر جمعیت دارد و ۱۰ متر بالاتر از سطح دریا واقع شده‌است.